# كيفن ليمان
كيفن ليمان (بالإنجليزية: Kevin Lyman)‏ هو شخصية أعمال أمريكي، ولد في 5 أبريل 1961.